# Haplogrup O del cromosoma Y humà
L'haplogrup O del cromosoma Y humà és un haplogrup format a partir de l'haplotip M175 del cromosoma Y humà.
Aquest haplogrup apareix en un 80-90% entre tots els mascles humans de l'est i sud-est d'Àsia, i és exclusiu d'aquesta regió: la mutació M175 és innexistent al nord i oest d'Àsia i és absolutament absent a Europa i l'Àfrica, tot i que certes clades de l'haplogrup O assoleixen freqüències significatives al sud 'Àsia i entre parlants de llengües turques de l'Àsia central.
L'haplogrup O és un haplogrup descendent de l'haplogrup K, i es creu que va aparèixer a Sibèria fa aproximadament 35.000 anys. L'haplogrup O comparteix un node en l'arbre filogenètic dels humans amb l'Haplogrup N, que és comú al llarg del nord d'Euràsia.
Entre les subbranques de l'haplogrup O hi ha l'haplogrup O2.
ISOGG 2017 (ver.12.244).
- O (M175)
  - O1 (54)
    - O1a (M119)F265/M13
      - O1a1 (B384/Z23193)
        - O1a1a (M307.1/P203.1)
          - O1a1a1 (F446)
            - O1a1a1a (F140)
              - O1a1a1a1 (F78)
                - O1a1a1a1a (F81)
                  - O1a1a1a1a1 (CTS2458)
                    - O1a1a1a1a1a (F533)
                      - O1a1a1a1a1a1 (F492)
                        - O1a1a1a1a1a1a (F656)
                          - O1a1a1a1a1a1a1 (A12440)
                            - O1a1a1a1a1a1a1a (A12439)

                          - O1a1a1a1a1a1a2 (A14788)
                          - O1a1a1a1a1a1a3 (F65)
                          - O1a1a1a1a1a1a4 (MF1068)
                          - O1a1a1a1a1a1a5 (Z23482)

                        - O1a1a1a1a1a1b (FGC66168)
                          - O1a1a1a1a1a1b1 (CTS11553)

                        - O1a1a1a1a1a1c (Y31266)
                          - O1a1a1a1a1a1c1 (Y31261)

                        - O1a1a1a1a1a1d (A12441)
                        - O1a1a1a1a1a1e (MF1071)
                          - O1a1a1a1a1a1e1 (MF1074)

                      - O1a1a1a1a1a2 (CTS4585)

                  - O1a1a1a1a2 (MF1075)

              - O1a1a1a2 (YP4610/Z39229)
                - O1a1a1a2a (AM00330/AMM480/B386)
                  - O1a1a1a2a1 (AM00333/AMM483/B387)
                    - O1a1a1a2a1a (B388)

                - O1a1a1a2b (SK1555)

            - O1a1a1b (SK1568/Z23420)
              - O1a1a1b1 (M101)
              - O1a1a1b2 (Z23392)
                - O1a1a1b2a (Z23442)
                  - O1a1a1b2a1 (SK1571)

          - O1a1a2 (CTS52)
            - O1a1a2a (CTS701)
              - O1a1a2a1 (K644/Z23266)

        - O1a1b (CTS5726)

      - O1a2 (M110)
        - O1a2a (F3288)
          - O1a2a1 (B392)
            - O1a2a1a (B393)

      - O1a3 (Page109)

    - O1b (M268)
      - O1b1 (F2320)
        - O1b1a (M1470)
          - O1b1a1 (PK4)
            - O1b1a1a (M95)
              - O1b1a1a1 (F1803/M1348)
                - O1b1a1a1a (F1252)
                  - O1b1a1a1a1 (F2924)
                    - O1b1a1a1a1a (M111)
                      - O1b1a1a1a1a1 (F2758)
                        - O1b1a1a1a1a1a (Z24083)
                          - O1b1a1a1a1a1a1 (Z24089)
                            - O1b1a1a1a1a1a1a (F923)
                              - O1b1a1a1a1a1a1a1 (CTS2022)
                                - O1b1a1a1a1a1a1a1a (F1399)
                                  - O1b1a1a1a1a1a1a1a1 (F2415)

                              - O1b1a1a1a1a1a1a2 (Z24131)
                              - O1b1a1a1a1a1a1a3 (Z24100)

                            - O1b1a1a1a1a1a1b (SK1627/Z24091)
                              - O1b1a1a1a1a1a1b1 (Z39410)

                          - O1b1a1a1a1a1a2 (Z24088)

                      - O1b1a1a1a1a2 (F2890)
                        - O1b1a1a1a1a2a (Z24048)
                          - O1b1a1a1a1a2a1 (Z24050)

                        - O1b1a1a1a1a2b (Z24014)

                    - O1b1a1a1a1b (CTS5854)
                      - O1b1a1a1a1b1 (Z23810)
                        - O1b1a1a1a1b1a (CTS7399)
                          - O1b1a1a1a1b1a1 (FGC19713/Y14026)
                            - O1b1a1a1a1b1a1a (Z23849)
                              - O1b1a1a1a1b1a1a1 (FGC61038)

                        - O1b1a1a1a1b1b (CTS651)
                          - O1b1a1a1a1b1b1 (CTS9884)

                      - O1b1a1a1a1b2 (F4229)
                        - O1b1a1a1a1b2a (F809)
                          - O1b1a1a1a1b2a1 (F2517)

                  - O1b1a1a1a2 (SK1630)
                    - O1b1a1a1a2a (SK1636)

                - O1b1a1a1b (F789/M1283)
                  - O1b1a1a1b1 (FGC29900/Y9322/Z23667)
                    - O1b1a1a1b1a (B426/FGC29896/Y9033/Z23671)
                      - O1b1a1a1b1a1 (FGC29907/YP3930)
                      - O1b1a1a1b1a2 (B427/Z23680)

                    - O1b1a1a1b1b (Z39485)
                    - O1b1a1a1b1c (B418)

                  - O1b1a1a1b2 (SK1646)

              - O1b1a1a2 (CTS350)
              - O1b1a1a3 (Page103)

            - O1b1a1b (F838)
              - O1b1a1b1 (F1199)

          - O1b1a2 (Page59)
            - O1b1a2a (F993)
              - O1b1a2a1 (F1759)
                - O1b1a2a1a (CTS1127)

            - O1b1a2b (F417/M1654)
              - O1b1a2b1 (F840)
                - O1b1a2b1a (F1127)

              - O1b1a2b2 (CTS1451)

            - O1b1a2c (CTS9996)

      - O1b2 (P49, M176)
        - O1b2a (F1942/Page92)
          - O1b2a1 (CTS9259)
            - O1b2a1a (F1204)
              - O1b2a1a1 (CTS713) 
                - O1b2a1a1a (CTS1875)
                  - O1b2a1a1a1 (CTS10682)

                - O1b2a1a1b (Z24598)
                - O1b2a1a1c (CTS203)

              - O1b2a1a2 (F2868) 
                - O1b2a1a2a (L682)
                  - O1b2a1a2a1 (CTS723)
                    - O1b2a1a2a1a (CTS7620)
                    - O1b2a1a2a1b (A12446)
                    - O1b2a1a2a1b1 (PH40)

                - O1b2a1a2b (F940)

              - O1b2a1a3 (CTS10687)
                - O1b2a1a3a (CTS1215)

            - O1b2a1b (CTS562)

          - O1b2a2 (Page90)

  - O2 (M122)
    - O2a (M324)
      - O2a1 (L127.1)
        - O2a1a (F1876/Page127)
          - O2a1a1 (F2159)
            - O2a1a1a (F1867/Page124)
              - O2a1a1a1 (F852)
                - O2a1a1a1a (F2266)
                  - O2a1a1a1a1 (L599)
                    - O2a1a1a1a1a (Z43961)
                      - O2a1a1a1a1a1 (Z43963)

                - O2a1a1a1b (F854)
                  - O2a1a1a1b1 (Z43966)

                - O2a1a1a1c (Page130)

            - O2a1a1b (F915)
              - O2a1a1b1 (F1478)
                - O2a1a1b1a (PF5390)
                  - O2a1a1b1a1 (CTS1936)
                  - O2a1a1b1a1a (Z43975)
                  - O2a1a1b1a2 (FGC33994)

        - O2a1b (M164)
        - O2a1c (IMS-JST002611)
          - O2a1c1 (F18)
            - O2a1c1a (F117)
              - O2a1c1a1 (F13)
                - O2a1c1a1a (F11)
                  - O2a1c1a1a1 (F632)
                    - O2a1c1a1a1a (F110/M11115)
                      - O2a1c1a1a1a1 (F17)
                        - O2a1c1a1a1a1a (F377)
                          - O2a1c1a1a1a1a1 (F1095)
                            - O2a1c1a1a1a1a1a (F856)
                              - O2a1c1a1a1a1a1a1 (F1418)
                              - O2a1c1a1a1a1a1a2 (Z25097)

                          - O2a1c1a1a1a1a2 (CTS7501)

                        - O2a1c1a1a1a1b (F793)

                      - O2a1c1a1a1a2 (Y20951)
                        - O2a1c1a1a1a2a (Y20932)

                  - O2a1c1a1a2 (F38)
                  - O2a1c1a1a3 (F12)
                  - O2a1c1a1a4 (F930)
                    - O2a1c1a1a4a (F2685)

                  - O2a1c1a1a5 (F1365/M5420/PF1558)
                    - O2a1c1a1a5a (Y15976)
                      - O2a1c1a1a5a1 (Y16154)
                        - O2a1c1a1a5a1a (Y26383)
                          - O2a1c1a1a5a1a1 (SK1686)

                    - O2a1c1a1a5b (FGC54486)
                      - O2a1c1a1a5b1 (FGC54507)

                  - O2a1c1a1a6 (CTS12877)
                    - O2a1c1a1a6a (F2527)
                      - O2a1c1a1a6a1 (CTS5409)
                      - O2a1c1a1a6a2 (F2941)

                  - O2a1c1a1a7 (F723)
                  - O2a1c1a1a8 (CTS2107)
                  - O2a1c1a1a9 (SK1691)

                - O2a1c1a1b (PH203)

            - O2a1c1b (F449)
              - O2a1c1b1 (F238)
                - O2a1c1b1a (F134)
                  - O2a1c1b1a1 (F1273)
                  - O2a1c1b1a2 (F724)

              - O2a1c1b2 (F1266)

            - O2a1c1c (CTS498)

          - O2a1c2 (FGC3750/SK1673)

      - O2a2 (IMS-JST021354/P201)
        - O2a2a (M188)
          - O2a2a1 (F2588)
            - O2a2a1a (CTS445)
              - O2a2a1a1 (CTS201)
                - O2a2a1a1a (M159/Page96)

              - O2a2a1a2 (M7)
                - O2a2a1a2a (F1276)
                  - O2a2a1a2a1 (CTS6489)
                    - O2a2a1a2a1a (F1275)
                      - O2a2a1a2a1a1 (M113)
                      - O2a2a1a2a1a2 (N5)
                      - O2a2a1a2a1a3 (Z25400)

                  - O2a2a1a2a2 (F1863)
                    - O2a2a1a2a2a (F1134)
                      - O2a2a1a2a2a1 (F1262)

                - O2a2a1a2b (Y26403)

            - O2a2a1b (F1837)

          - O2a2a2 (F879)
            - O2a2a2a (F1226)
              - O2a2a2a1 (F2859)

        - O2a2b (P164)
          - O2a2b1 (M134)
            - O2a2b1a (F450/M1667)
              - O2a2b1a1 (M117/Page23)
                - O2a2b1a1a (M133)
                  - O2a2b1a1a1 (F438)
                    - O2a2b1a1a1a (Y17728)
                      - O2a2b1a1a1a1 (F155)
                        - O2a2b1a1a1a1a (F813/M6539)
                          - O2a2b1a1a1a1a1 (Y20928)

                      - O2a2b1a1a1a2 (F1754)
                        - O2a2b1a1a1a2a (F2137)
                          - O2a2b1a1a1a2a1 (F1442)
                            - O2a2b1a1a1a2a1a (F1123)
                              - O2a2b1a1a1a2a1a1 (F1369)

                          - O2a2b1a1a1a2a2 (A16636)

                      - O2a2b1a1a1a3 (Z25907)

                  - O2a2b1a1a2 (FGC23469/Z25852)
                    - O2a2b1a1a2a (F310)
                      - O2a2b1a1a2a1 (F402)
                        - O2a2b1a1a2a1a (F1531)

                  - O2a2b1a1a3 (CTS7634)
                    - O2a2b1a1a3a (F317)
                      - O2a2b1a1a3a1 (F3039)
                      - O2a2b1a1a3a2 (Y29861)

                    - O2a2b1a1a3b (CTS5488)

                  - O2a2b1a1a4 (Z25853)
                    - O2a2b1a1a4a (CTS5492)
                      - O2a2b1a1a4a1 (CTS6987)
                        - O2a2b1a1a4a1a (Z42620)

                      - O2a2b1a1a4a2 (F20963)

                  - O2a2b1a1a5 (CTS10738/M1707)
                    - O2a2b1a1a5a (CTS9678)
                      - O2a2b1a1a5a1 (Z39663)
                      - O2a2b1a1a5a2 (M1513)

                    - O2a2b1a1a5b (A9457)
                      - O2a2b1a1a5b1 (F17158)

                  - O2a2b1a1a6 (CTS4658)
                    - O2a2b1a1a6a (CTS5308)
                    - O2a2b1a1a6b (Z25928)
                      - O2a2b1a1a6b1 (SK1730/Z25982)
                        - O2a2b1a1a6b1a (Z26030)
                        - O2a2b1a1a6b1b (Z26010)

                      - O2a2b1a1a6b2 (A9462)
                      - O2a2b1a1a6b3 (B456)

                  - O2a2b1a1a7 (YP4864)
                    - O2a2b1a1a7a (Z44068)
                      - O2a2b1a1a7a1 (F5525/SK1748)

                    - O2a2b1a1a7b (Z44071)

                  - O2a2b1a1a8 (Z44091)
                    - O2a2b1a1a8a (Z44092)

                - O2a2b1a1b (CTS4960)

              - O2a2b1a2 (F114)
                - O2a2b1a2a (F79)
                  - O2a2b1a2a1 (F46/Y15)
                    - O2a2b1a2a1a (FGC16847/Z26091)
                      - O2a2b1a2a1a1 (F48)
                        - O2a2b1a2a1a1a (F152)
                          - O2a2b1a2a1a1a1 (F2505)

                        - O2a2b1a2a1a1b (CTS3149)

                      - O2a2b1a2a1a2 (F242)
                        - O2a2b1a2a1a2a (CTS4266)
                          - O2a2b1a2a1a2a1 (Z26108)
                            - O2a2b1a2a1a2a1a (F2173)

                      - O2a2b1a2a1a3 (F2887)
                        - O2a2b1a2a1a3a (F3607)
                          - O2a2b1a2a1a3a1 (F3525)

                        - O2a2b1a2a1a3b (CTS3763)
                          - O2a2b1a2a1a3b1 (A9472)
                          - O2a2b1a2a1a3b2 (FGC16863/Y7110)
                            - O2a2b1a2a1a3b2a (L1360)
                              - O2a2b1a2a1a3b2a1 (FGC16889)

                            - O2a2b1a2a1a3b2b (SK1768/Y7112/Z26257)
                              - O2a2b1a2a1a3b2b1 (F4249)
                                - O2a2b1a2a1a3b2b1a (FGC23868)

                              - O2a2b1a2a1a3b2b2 (CTS335)

                    - O2a2b1a2a1b (CTS53)
                      - O2a2b1a2a1b1 (CTS6373)
                        - O2a2b1a2a1b1a (A9473)

                    - O2a2b1a2a1c (F3386)
                    - O2a2b1a2a1d (Y29828)
                      - O2a2b1a2a1d1 (F735)
                        - O2a2b1a2a1d1a (FGC34973)
                        - O2a2b1a2a1d1b (F1739)

                - O2a2b1a2b (F743)
                  - O2a2b1a2b1 (CTS8481)
                    - O2a2b1a2b1a (CTS4325)
                      - O2a2b1a2b1a1 (A16629)
                      - O2a2b1a2b1a2 (CTS682)

                  - O2a2b1a2b2 (F748)
                    - O2a2b1a2b2a (F728)

                - O2a2b1a2c (Page101)

          - O2a2b2 (AM01822/F3223)
            - O2a2b2a (AM01856/F871)
              - O2a2b2a1 (N7)
                - O2a2b2a1a (F4110)
                  - O2a2b2a1a1 (F4068)
                  - O2a2b2a1a2 (SK1780)

                - O2a2b2a1b (F4124)
                  - O2a2b2a1b1 (IMS-JST008425p6)
                  - O2a2b2a1b2 (BY15188)
                    - O2a2b2a1b2a (F16411)

              - O2a2b2a2 (AM01845/F706)
                - O2a2b2a2a (F717)
                  - O2a2b2a2a1 (F3612)
                  - O2a2b2a2a2 (SK1783)

                - O2a2b2a2b (AM01847/B451)
                  - O2a2b2a2b1 (A17418)
                  - O2a2b2a2b2 (AM01756)
                    - O2a2b2a2b2a (B450)
                    - O2a2b2a2b2b (AM00472/B452)
                      - O2a2b2a2b2b1 (F18942)

                    - O2a2b2a2b2c (A16427)

            - O2a2b2b (A16433)
              - O2a2b2b1 (A16438)
                - O2a2b2b1a (SK1775)
                  - O2a2b2b1a1 (SK1774)

                - O2a2b2b1b (A16440)

      - O2a3 (M300)
      - O2a4 (M333J)

    - O2b (F742)
      - O2b1 (F1150)
        - O2b1a (F837)
          - O2b1a1 (F1025)

      - O2b2 (F1055)
        - O2b2a (F3021)